# Medaka Box
Medaka Box (яп. めだかボックス Мэдака Боккусу, Ящик Мэдаки) — манга, автором которой является Нисио Исин, а иллюстратором — Акира Акацуки. Выпускалась издательством Shueisha с мая 2009 года по 27 апреля 2013 года. Всего выпущено 22 тома манги. По мотивам манги студией Gainax был выпущен аниме-сериал, который впервые транслировался по телеканалу TV Tokyo с 5 апреля по 21 июня 2012 года. Последовавший второй сезон демонстрировался с 11 октября по 27 декабря 2012 года.

## Сюжет
Действие происходит в академии Хаконива, являющейся не обычным учебным заведением, а практически карликовым государством со своей политикой, иерархией, героями и чудовищами. Во время выборов на пост президента студенческого совета первокурсница Мэдака Куроками получает 98 % голосов. Она придумывает так называемый «ящик желаний», в который любой желающий может кинуть своё пожелание, а студенческий совет его исполнит. Девушке будет помогать её старый друг Дзэнкити, а позже к совету присоединятся Коки Акунэ и Могана Кикайдзима. Вместе им предстоит иметь дело со школьными разбойниками и бандами.
Во втором сезоне главные герои узнают, что школьная башня является лабораторией, где осуществляется «План „Икс“», проект по созданию сверхлюдей, который хотят испытать на всех учениках. Однако при этом 99 % из них погибнут. Мэдака и её друзья отправляются в башню, чтобы сорвать планы по созданию сверх-людей.

## Список персонажей
Мэдака Куроками (яп. 黒神 めだか) — главная героиня истории. Ученица первых курсов академии. На выборах 98-го президента студсовета набрала 98% голосов. Её главная цель в жизни — помогать всем людям. Так она придумала так называемый «ящик желаний». Имеет странную привычку раздеваться до нижнего белья, когда приходит новая идея. Обладает повышенными умственными и физическими способностями. Гордая и принципиально не начнёт драться с противником, если этого не хочет, позволяя наносить себе удары. Может входить в режим берсерка, в таком состоянии её волосы становятся алыми, при режиме следующей стадии берсерка, её волосы становятся чёрными. Во втором сезоне выясняется, что Мэдака — сверх-человек и её конечная способность, превосходить способности других людей, то есть превосходить их на 120 %. Её мать умерла сразу после рождения Мэдаки. Сама Мэдака сильно отличалась по характеру. Она была нелюдимой и равнодушной, уже в 2 года проявляла способности к высшей математике, но контакт с людьми приносил ей только несчастье и Мэдака усомнилась в смысле своего существования. Однажды она встретилась с маленьким Дзэнкити, который ломал голову над головоломками, но Мэдака их сразу же решила. Счастливый Дзэнкити сказал, что Мэдака может делать людей счастливыми. Так и зародился новый стержень в душе Мэдаки — дарить счастье людям. В средней школе Мэдака попыталась помочь однокласснику, но не смогла и он погиб, эта травма навсегда запечаталась в душе девушки и она всеми силами стремится защитить друзей. Хотя в течение сериала отношения между Мэдакой и Дзэнкити не развиваются, в конце она признаётся, что любит его.
Сэйю: Аки Тоёсаки
Дзэнкити Хитоёси (яп. 人吉 善吉) — одноклассник и старый друг Мэдаки. Хотя с неудовольствием поступил в совет, его главная цель — защита Мэдаки. Обычно ходит с хмурым и пацифичным видом, однако ради Мэдаки готов пойти на всё. Хотя в отличие от Мэдаки не является сверх-человеком, обладает высокими физическими и скоростными навыками и даже способен разрушать землю под ногой, перейдя таки образом грань «одарённого человека». В детстве подвергал себя изнурительным тренировкам. Также изучал строение винтовок и пистолетов, чтобы в нужное время суметь их разобрать. В манге признался в любви Мэдаке. Во время Чёрного свадебного турнира делает предложение Мэдаке.
Сэйю: Юки Оно
Коки Акунэ (яп. 阿久根 高貴) — бывший член клуба дзюдо или «Принц дзюдо», дамский угодник. Обучался у Нэкоми. Как и Дзэнкити сражается без сверхспособностей, но значительно опытнее в бою, знает больше разных техник дзюдо, чем Дзэнкити, но одновременно физически слабее и не превосходит по силе обыкновенного человека. Мастер по обездвиживанию человека. Раньше был агрессивным подростком, известным как «крушитель», он получал указы от некого школьника, который стал точить зуб на новоприбывшую Мэдаку. Так Акунэ стал каждый день избивать Мэдаку, но та не давала сдачи и продолжала ходить в школу с синяками. Акунэ снова и снова продолжал бить Мэдаку, пока на ней живого места не осталось, при этом Мэдака не злилась на Акунэ и даже наоборот заступилась за него, когда на Акунэ хотела напасть банда подростков. После чего Акунэ влюбился Мэдаку и радикально изменился, взяв новый имидж дамского угодника.
Сэйю: Дайсукэ Намикава
Могана Кикайдзима (яп. 喜界島 もがな) — раньше входила в плавательный кружок, и с друзьями делала всё, чтобы получить больше денег, даже если это будет стоить их жизни. После того, как Мэдака заставляет её взглянуть на жизнь по-другому, она решает вступить в совет в качестве счетовода, чтобы контролировать правильно расходы студсовета, надевает очки и начинает вести себя, как ботаник. Родилась в бедной семье и терпела все беды из-за малого количества денег, что оставило сильный отпечаток в её сердце. Обладает очень сильными лёгкими, так как ранее занималась плаванием, способна издавать сильные звуковые волны, способные разбивать стёкла.
Сэйю: Aй Каяно
Мёри Ундзэн (яп. 雲仙 冥利) — лидер патрульного отряда школы. 10-летний ребёнок и вундеркинд, по этой причине уже вступил в академию. Невероятно жестокий, так как ненавидит всех людей, веря, что все они изначально злые, и поэтому возненавидел Мэдаку за то, что та, наоборот, любит людей. Является главным антагонистом в первом сезоне. В качестве оружия использует шарики-попрыгунчики, которые могут быть заряжены взрывчаткой. Во втором сезоне решил помочь главным героям, был практически убит Кумагавой Мисоги, но выжил и следил издалека за битвой.
Сэйю: Роми Паку
Сигуса Такатихо (яп. 高千穂 仕種) — самый сильный в 13 классе. Обладает супер-быстрыми рефлексами, которые проявились ещё в детстве. Его родители умерли вовремя аварии, и Сигуса единственный выжил. Может настолько быстро двигаться, что его передвижения не уловить простым взглядом. Мечтает однажды найти достойного соперника, чтобы сражаться на равных и его победила Мэдака. Позже решает помочь главным героям, но оказывается ранен Мисоги Кумагавой.
Сэйю: Кэндзи Номура
Кэй Мунаката (яп. 宗像 形) — изначально обладал нездоровой страстью к убийствам, но считает это не правильным. Сражается с помощью оружия, которое в огромном количестве прячет в своей одежде. Когда безоружен, становится невероятно быстрым и ещё более опасным. В сражении с Дзэнкити проигрывает, но Дзэнкити предлагает ему дружбу. Позже решил помочь главным героям, но его изранил Мисоги Кумагава.
Сэйю: Хироси Камия
Итами Кога (яп. 古賀 いたみ) — в отличие от остальных, она была самой обыкновенной девушкой, но после знакомства к Ёкой Надзэ уговорила сделать её «ненормальной». В результате многочисленных экспериментов, она стала сверх-человеком с огромной физическими способностями и мгновенной регенерацией, но она всё ещё несовершенна: лимит её непрерывного сражения составляет лишь 3 минуты. Одо забирает её способности, оставляя при смерти, однако Итами выживает.
Сэйю: Мадока Ёнэдзава
Ёка Надзэ (яп. 名瀬 夭歌) — руководитель проекта Икс. Она на самом деле старшая сестра Мэдаки и младшая сестра Магуро по имени Кудзира Куроками (яп. 黒神 くじら). В отличие от Мэдаки и Магуро, Кудзира родилась без особых навыков и сильно завидовала. Однако всё равно её окружали любовью. Так она решила, что сможет достичь своего совершенства, став «несчастной» и сначала просиживала сутками за чтением книг, а потом сбежала из дома, взяв новое имя Ёко Надзэ. Носит повязки на голове, так как не любит, когда на неё смотрят. Была когда то одноклассницей Акунэ. Готова убить родных, чтобы сделать себя ещё более «несчастной», однако видя, что Утами смертельно ранена, впадает в отчаяние и молит о помощи Магуро.
Сэйю: Миюки Савасиро
Мидзо Юкухаси (яп. 行橋 未造) — мальчик, который носит маску. Способен слышать мысли людей и даже чувствовать их физическое состояние, например усталость или боль. Здесь есть и свой побочный эффект: чувство боли человека, находящегося рядом с Мидзо, передаётся прямо ему, ввергая в мучения мальчика. Из-за того, что Мидзо вынужден переживать чувства окружающих на себе, он не может находиться в толпе. Решает следовать за Одо, так как тот является полной противоположностью ему.
Сэйю: Кана Асуми
Одо Мияконодзё (яп. 都城 王土) — самопровозглашённый король мира. Обладает способностью манипулировать людьми, а точнее его слово — закон. В частности, он может заставить людей склонится на колени. Решил, что Мэдака станет его женой. Может также «промывать» мозги людям и отбирать их сверх-способности. Впадает в ярость, когда люди перечат ему. Когда-то сбежал из дома, так как знал, что его способности будут эксплуатироваться. Изначально не желал вредить людям, и даже забинтовал руки, чтобы ограничить свои способности. Позже стал использовать слово-закон, чтобы желать людям благополучия и счастья, но внезапно что-то произошло в его сознании, и он возжелал только власти, и стал абсолютно безразличен к людям, решив, что они его слуги.
Сэйю: Киёси Кацунума
Ханасодэ Сирануи (яп. 不知火 半袖) — внучка директора и подружка Дзэнкити, часто вступает с ним в разговор и даёт советы. Внешне похожа на ребёнка. Очень много ест сладостей. Хотя со стороны она кажется легкомысленной и весёлой, Ханасодэ ненавидит Мэдаку, так как у той много друзей, в то время, как у Ханасодэ нет, так Мэдака один раз даже предложила ей вступить в совет, мотивируя это тем, что ей нужен человек, который может возражать Мэдаке. Знает о проекте Икс и наблюдает из кабинета директора за всем происходящим. Является двойником Мэдаки.
Сэйю: Эмири Като
Нэкоми Набэсима (яп. 鍋島 猫美) — студентка третьего курса. Глава кружка дзюдо. Известна, как королева подлянок, так как добиваясь своей цели, прибегает к обману и хитрости. Имеет таинственную улыбку и двойную губу, как у женщины-кошки, её имя тоже является аллюзией на кошку. Сначала хотела, чтобы в её клуб вступил Дзэнкити. Несмотря на свою хитрую натуру, её не интересуют деньги, в частности после победы в конкурсе, весь денежный приз она раздала другим клубам. Во время битвы проекта X решает помочь главным героям, но попала под удар Мисоги Кумагавы и притворилась раненой.
Сэйю: Минако Котобуки
Мога Ундзэн (яп. 雲仙 冥加) — старшая сестра Мёри. Сражается с помощью шести гирь, каждая из которых весит по 30 килограмм. Решает отомстить Мэдаке за побитого брата. Общается с помощью цифрового кода, который могут понимать лишь брат и Мэдака. В бой с ней вступает Нэкоми и одерживает победу. Позже Мога решает помочь главным героям в башне, но её сильно изранил Мисоги Кумагава.
Сэйю: Мария Исэ

## Манга
Манга была написана Нисио Исином и иллюстрирована Акирой Акацуки. Выпускалась издательством Shueisha с мая 2009 года по 27 апреля 2013 года. По данным на 4 апреля 2013 года всего выпущено 20 томов манги. Объёмы продаж копий манги можно считать успешными, в частности по данным на 2011 года в общей сложности было продано 3 миллиона копий томов манги.

### Список глав манги
| № | Заглавие | Японский: дата публикации | Японский: ISBN         |
| --- | --- | ------------------------- | ---------------------- |
| 1 | The School Council in Action Сэйтокай о Сиккосуру (生徒会を執行する)                                                    | 2 октября 2009            | ISBN 978-4-08-874776-7 |
| - 001. «The School Council in Action» (яп. 生徒会を執行する Сэйтокай о Сиккосуру) - 002. "That Will Suffice" (яп. それでよいのだ Сорэ дэ Ёи но да) - 003. I Guess You're the Right One (яп. 確かにお前は Тасика ни Омаэ ваа) - 004. That's Unnecessary Behavior (яп. 余計な真似だよ Ёкэй на Манэ да ё) - 005. If You Want To Express Your Gratitude (яп. 感謝していると言うのならば Кансяситэйру то Иу но Нараба) - 006. I Won't Tell You Not To Lose (яп. 負けるなとは言わん Макэруна то ва Иван) - 007. "In the Middle of It All" (яп. 途中からでも Тотюю Кара Дэмо) | |                           |                        |
| 2 | I Never Expected You to Understand Wakatte Moraō Nante Omottenai yo (わかってもらおーなんて思ってないよ)                | 4 декабря 2009            | ISBN 978-4-08-874778-1 |
| - 008. Stole the Show (яп. もっていかれた Моттэ Икарэта) - 009. Go Ahead And Eat (яп. 食ってよい Куттэ Ёй) - 010. You Could've Drowned (яп. 溺死確実の危険な行為だ Дэкиси Какудзицу но Кикэн на Кой да) - 011. I Never Expected You to Understand (яп. わかってもらおーなんて思ってないよ Вакаттэ Марао Нантэ Оммоттэнай ё) - 012. I Like You More Than Money (яп. お金より好き Оканэ Ёсри Суки) - 013. Do You Do This With Everyone? (яп. 誰にでもこういうことするの？ Дарэ ни Дэми Койю Кото суру но?) - 014. It's Just Clothing (яп. たかが服だろ Така га Фуку даро) - 015. Butting Heads (яп. 相容れねえ Аиирэнэ) - 016. Looking Down on People as Fundamentally Depraved (яп. 見下し性悪説だ Микудаси Сэйакусэцу да) | |                           |                        |
| 3 | I Am The Student Council President Ватаси ва Сэйто Кайтё да дзо (私は生徒会長だぞ)                                      | 4 февраля 2010            | ISBN 978-4-08-874799-6 |
| - 017. Because I Decided to Try Hard (яп. 私はがんばると決めた Ватаси ва Ганбару то Кимэта) - 018. That's Not Fair (яп. それはズルイぜ Сорэ ва Дзуруидзэ) - 019. Kurokami Medaka's 4th Trump Card (яп. 黒神めだかの真骨頂その④ Куроками Мэдака но Синкоттё Соно Ён) - 020. I Am The Student Council President (яп. 私は生徒会長だぞ Ватаси ва Сэйто Кайтё да дзо) - 021. You Went Overboard (яп. やり過ぎだ Ярисуги да) - 022. What Do You Guys Think? (яп. 君たちはどう思いました？ Кимитати ва До Омоимасита?) - 023. "4136163735641?" (яп. ) (Did You Think You Were the Strongest Here or Something? (яп. お前最強ってなんだと思う？ Омаэ Сайкё ттэ Нанда то Омо?) на языке Мёйнги Ундзэна) - 024. Everyone Says That (яп. みんなそう言うのさ Минна Со Иу на са) - 025. It's Never Been Done to Me (яп. されたことはなかったから Сарэта Кото ва Накатта Кара)                         | |                           |                        |
| 4 | My Sister, My Sister, My Sister! Имото! Имото, Имото да! (妹・妹・妹だ！)                                               | 2 апреля 2010             | ISBN 978-4-08-870026-7 |
| - 026. My Sister, My Sister, My Sister妹・妹・妹だ！ (яп. Имото! Имото, Имото да!) - 027. The Things That Happen At The School I Attend (яп. 私の通う学園での出来事だ Ватаси но Каё Гакуэн дэ но Дэкигото да) - 028. We're Waiting For You (яп. 君を待ってくれてるさ Кими о Маттэ Курэтэру са) - 029. LA (яп. あん Ан) - 030. Sigh, What a Pain (яп. いやあ困った困った Ия Коматта Коматта) - 031. I Won't Increase (яп. 増えるーーのではなく Фуэру -- но дэ ва наку) - 032. This is a Touching Session! (яп. とても楽しい触れ合いだ Тотэмо Таноси Фурэай да) - 033. So I'll Kill You (яп. だから殺す Дакара Коросу) - 034. Wont Kill Your Life (яп. 君の命は殺せない Кими но Иноти ва Коросэнай) | |                           |                        |
| 5 | He is Normal Cool Фуцу ни Какко Ии (普通に格好いい)                                                                     | 12 августа 2010           | ISBN 978-4-08-870076-2 |
| - 035. He is Normal Cool (яп. 普通に格好いい Фуцу ни Какко Ии) - 036. Lets Be Wary of Bad Skin (яп. 肌荒れには気をつけましょう Хадаарэ ни ва Киоцукэмасё) - 037. I'm Sorry But I'm Making It My Business! (яп. 悪いが関知させてもらうよ Варуи да Кантисасэтэ Морау ёyo) - 038. Both Being Bad, And Destroying Things (яп. 不良さも破壊さも Варуса мо Каваса мо) - 039. For Abnormals To Be Free (яп. 異常の自由のために Абуномару но Дзию но Тамэ ни) - 040. I'll Be There! (яп. どこにだって現れる Доко ни Даттэ Араварэру) - 041. The Only Thing Greater Than I (яп. 俺より上なのは Орэ Ёри Уэ на но ва) - 042. Searching The World Over (яп. 世界中探したって Сэкайдзю Сагаситаттэ) - 043. But The You Of The Past (яп. だけど昔のあなたは Дакэдо Мукаси но Аната ва) | |                           |                        |
| 6 | Why Were You Born? Омаэ ва Нанно Тамэ ни Умарэтэкита? (お前は何のために生まれてきた？)                                  | 3 сентября 2010           | ISBN 978-4-08-870106-6 |
| - 044. We Have To Run (яп. もう逃げるしかねーぜ Мо Нигэру Сиканэдзэ) - 045. Take The Shortcut (яп. ショートカットできるんだから Сэтокатто Дэкирун Дакара) - 046. Who Are You? (яп. 誰だお前 Дарэ да Омаэ) - 047. You're All Idiots (яп. みんなばかだ Минна Бака да) - 048. Within The Entire Party, You're... (яп. 「十三組」の中で誰よりも Рати на Нака дэ Дарэ Ёри мо) - 049. I am Not (яп. ではありません Дэ ва Аримасэн) - 050. You're Medaka-chan's Enemy (яп. めだかちゃんの敵だ Мэдака-тян но Тэки да) - 051. Then You Tell Me (яп. だったら私に教えるがよい Даттара Ватаси ни Осиэру га Ёй) - 052. Why Were You Born? (яп. お前は何のために生まれてきた？ Омаэ ва Нанно Тамэ ни Урарэтэкита?) | |                           |                        |
| 7 | This is The Flask Plan Корэ га Фурасуко Кэйкаку да (これがフラスコ計画だ)                                               | 4 ноября 2010             | ISBN 978-4-08-870129-5 |
| - 053. This is The Flask Plan (яп. これがフラスコ計画だ Корэ га Фурасуко Кэйкаку да) - 054. "What on Earth Are You?" (яп. お前は一体何なんだ Омаэ ва Иттай Наннанда) - 055. You Did Something Bad (яп. 悪いことをしたら Варои Кото о Ситара) - 056. I am Your Superior From Middle School (яп. 中学時代の先輩ですよ Тюгаку Дзидай но Сэмпай дэсу ё) - 057. I Dislike Being Frank (яп. ぶっちゃけ嫌いだよな Биттякэ Кирай да ё на) - 058. Let's Be Friends Everyone (яп. みんな友達になってね Минна Томадати ни Наттэ нэ) - 059. Being Loved is Better Than Being Hated (яп. 嫌われるより好かれる方が Кираварэру Ёсро Сукрарэру Хо га) - 060. Because A Girl's Love is... (яп. だって女の子の愛は Даттэ Онна но Ко но Ай ва) - 061. Don't You Dare Talk About Love (яп. 愛だの恋だのほざくのは Ай са но Кои са но Ходзаку но ва)                                                           | |                           |                        |
| 8 | I Like It Суки дадзэ (好きだぜ)                                                                                         | 29 декабря 2010           | ISBN 978-4-08-870166-0 |
| - 062. I'm not a Hero (яп. 英雄じゃないんだぜ Эйю дйя найндазэ) - 063. The Minus 13's Class Motto (яп. マイナス十三組のモットーだよ Майнасу Дзпсан Куми на Мотто да ё) - 064. I'll Do It (яп. やってみるか Яттэ Миру ка) - 065. The Student Body President of Hakoniwa Academy is (яп. 箱庭学園の生徒会長は Хаконива Гакуэн но Сэйто Кайтё ва) - 066. What of it? (яп. だったらどうだって言うのさ Даттара Додаттэ Иу но са) - 067. We Are The Student Council (яп. 生徒会は私達だ Сэйтокай ва Ватаситати да) - 068. I Accept (яп. 受け入れることだよ Укэирэру Кото да ё) - 069. I Became Stronger (яп. 強くなったね Цуёку Натта нэ) - 070. I Like It (яп. 好きだぜ Суки дадзэ) | |                           |                        |
| 9 | My Older Sister Kurokami Kujira Куроками Кудзира ти Иу Анэ ва (黒神くじらという姉は)                                    | 4 марта 2011              | ISBN 978-4-08-870194-3 |
| - 071. Come Again When It's Over (яп. 終わった頃にまたおいで Оватта Коро ни Мата Оидэ) - 072. Even If Everyone Forgets Me (яп. みんなが俺を忘れても Минна га Орэ о Васурэтэмо) - 073. From Now On, I Will... (яп. 今から俺は Има Кара Орэ ва) - 074. Please Win For Sure (яп. 絶対に勝って Дзэттай ни Каттэ) - 075. It's Not A Reason To Give Up Fighting (яп. 戦わない理由にはならない Такаванаи Тию ни ва Наранай) - 076. My Older Sister Kurokami Kujira (яп. 黒神くじらという姉は Куриками Кудзира то Иу Анэ ва) - 077. There's No Way I Can Win Against This (яп. 敵うはずがねえだろう Канау Хадзу га нэ даро) - 078. I Want You To Show Me (яп. 私は見せてほしいんだ Ватаси ва Мисэтэ Хосинда) - 079. Just The Right Handicap (яп. ちょうどいいハンデでしょ Тёдо Ии Хандэ Дэсё) | |                           |                        |
| 10 | Nice to Meet You Хадзимэмаситэ (初めまして)                                                                             | 2 мая 2011                | ISBN 978-4-08-870224-7 |
| - 080. He'll Return (яп. 帰ってきてくれるから Каэттэкитэ Курэру Кара) - 081. My Love Was Real (яп. 僕の恋は本物だったんだ Боку но Кой ва Нонмоно Даттанда) - 082. I'm Your Son (яп. あんたの息子だぜ Анта но Мусуко дадзэ) - 083. He Loves His Comrades (яп. 仲間思いな男なんですよ Накама Омои на Отоко Нандэсу ё) - 084. I Wonder If We Could Understand Each Other (яп. わかりあうことができたのかなあ Вакариау Кото га Дэкита но Кана) - 085. I've Been Looking Forward To It (яп. 私はずっと楽しみにしていました Ватаси ва Дзутто Таносими ни Ситэймасита) - 086. It Was an Unexpected Accident After All (яп. 不慮の事故ですから Фуруё но Дзико дэсу кара) - 087. Obvious Popularity (яп. 当たり前の人望です Атаримаэ но Дзинбо дэсу) - 088. Nice to Meet You (яп. 初めまして Хадзимэмаситэ)                                                                                        | |                           |                        |
| 11 | Now and Long Ago Има мо Мукаси мо Сонна Кими га (今も昔もそんな君が)                                                    | 4 августа 2011            | ISBN 978-4-08-870274-2 |
| - 089. And There Is Only One Rule (яп. そしてルールはただ一つ Соситэ Руру ва Тада Хитоцу) - 090. Now and Long Ago (яп. 今も昔もそんな君が Имамо Мукасимо Сонна Кими га) - 091. Even If There Are Mistakes (яп. 違いがあるとすれば Тигай га Ару то Сурэба) - 092. I Was Told We'd Be Equals Someday (яп. 永遠に揃わないと言われていた Эйен ни Сорованаи то Иварэтэйта) - 093. We're Just Impartial Non-Humans (яп. 平等なだけの人外だよ Бёдо на Дакэ но Дзингай да ё) - 094. The Making of Kurokami Medaka's Successor (яп. 黒神めだかの後継者作り Куроками Мэдака но Кокэйся-дзукури) - 095. If You Were Alone... (яп. ひとりでもいるのなら Хитори Дэмо Иру но Нара) - 096. Because It's My Job! (яп. 僕の仕事だからね Боку но Сигото Дакара нэ) - 097. Please Don't Laugh (яп. 笑ってやてください Вараттэятэ Кудасаи)                                                                    | |                           |                        |
| 12 | The Level of Difficulty is B Дайити Канмон ва Нанъидо Би (第一関門は難易度B)                                            | 4 октября 2011            | ISBN 978-4-08-870296-4 |
| - 098. The Level of Difficulty is B (яп. 第一関門は難易度B Дайити Канмон ва Нанъидо Би) - 099. Please Tell Me Just One More Thing (яп. もうひとつだけ聞かせてください Мо Хитоцу Дакэ Кикасэтэ Кудасай) - 100. Create A Themed Quiz, Please (яп. クイズを出して頂戴 Куидзу о Даситэ Тёдай) - 101. Good Luck Then (яп. それではグッドラック Сорэ дэ ва Гуддо Ракку) - 102. Do Not Desire Anything (яп. 何も欲しくない Нанимо Хосикунай) - 103. If I Am Able To Do That There Will Be No Problems (яп. それができれば文句なく Сорэ га Дэкирэба Монку наку) - 104. A Skill Holder And an Unskilled (яп. 能力所有者が無力に Сукиру Хоруда га Но Сукиру ни) - 105. I Just Like It (яп. 僕はただ好きなだけさ Боку ва Тада Суки на Дакэ са) - 106. I Don’t Have a Heart (яп. 私には心がありません Ватаси ни ва Какоро га Аримасэн)                                                                | |                           |                        |
| 13 | Meda Trial Мэда Канмон (めだ関門)                                                                                       | 2 декабря 2011            | ISBN 978-4-08-870319-0 |
| - 107. I Don’t Know Any Other Way To Live (яп. 生き方を知らんのだ Икиката о Сиран но да) - 108. There’s Nothing More Magnificent Then That (яп. これ以上なく最高に Корэ Идзё наку Сайко ни) - 109. I Think You Should Be Thankful To Those People Too (яп. こういう人間でありたい Койю Нингэн сэ Аритай) - 110. You Can't See It But (яп. 見えないかもしれませんけれど Миэнай Камо Сирэмасэн Кэрэдо) - 111. Playing Around Is The Right Idea (яп. ふざけられたらいいんだけどね Фудзакэрарётара Ииндакэдо нэ) - 112. To Say That You’re Special (яп. 特別な存在だなんて Токубэцу но Сондзай да Нантэ) - 113. Meda Trial (яп. めだ関門 Мэда Канмон) - 114. We Might Beat Kurokami Medaka (яп. 黒神めだかに勝てるかも Куроками Мэдака ни Катэру Камо) - 115. This Is Where You Say (яп. これがきみ達の言うところの Корэ га Кимитати ни Иу Токоро но)                                         | |                           |                        |
| 14 | Before the Fight with Zenkichi Zenkichi-kun to Tatakau Mae ni (善吉くんと戦う前に)                                      | 2 марта 2012              | ISBN 978-4-08-870374-9 |
| - 116. I (яп. 俺は Орэ ва) - 117. You Are... (яп. お前は Омаэ ва) - 118. I'm Trying To Change (яп. 変わろうとしているんだ Каваро то Ситэйринда) - 119. Tsurubami Kamome (яп. 鶴喰鴎 Цурубами Камомэ) - 120. Not Even a Smile (яп. にこりともしない Никори то мо Синай) - 121. A Person Killing Another (яп. 人を一人殺しておいて Хито о Хитори Короситэоитэ) - 122. I Heard About it, but… (яп. 話には聞いていたが Ханаси ни ва Киитэйта га) - 123. Before the Fight with Zenkichi (яп. 善吉くんと戦う前に Дзэнкити-кун то Татакау Маэ ни) - 124. But The Cost Was Great (яп. 代償も大きかった Дайдё мо Окикатта) | |                           |                        |
| 15 | What is a Win? Кати то ва Нанда? (勝ちとはなんだ？)                                                                     | 4 апреля 2012             | ISBN 978-4-08-870421-0 |
| - 125. What is a Win? (яп. 勝ちとはなんだ？ Кати то ва Нанда?) - 126. What’s Important in Someone’s Heart is (яп. 人の心に大切なのは Хито но Кокоро ни Тайсэцу на но ва) - 127. That’s Why, Next Year, Medaka-chan Will (яп. だからめだかちゃんには Дакара Мэдака-тян ни ва) - 128. Unlike Justice Which Must Prevail (яп. 正義と違って必ずしも Сэйги то Тигаттэ Канарадзуси мо) - 129. For That Reason This Game Is Most Definitely... (яп. ゆえにこのゲーム間違いなく Юэ ни Коно Гэму Матигай наку) - 130. I Want Them to Have Fun (яп. 楽しんで欲しいじゃん Танисиндэ Хоси дзян) - 131. You Can Set A Trap (яп. 罠を張ればいい Вана о Харэба Ии) - Бонусная серия: Good Loser Kumagawa (яп. グッドルーザー球磨川 Гуддо Рудза Кумагава) | |                           |                        |
| 16 | Life Is Epic Ikiru Koto wa Gekiteki da (生きることは劇的だ)                                                             | 4 июля 2012               | ISBN 978-4-08-870467-8 |
| - 132. This is the Springtime of Youth (яп. これぞ青春 Корэдзо Сэйсюн) - 133. You Are No One But Yourself (яп. 他の誰でもない Хока но Дарэ Дэмонай) - 134. You Are The Main Character (яп. お前が主役だ Омаэ га Тияку да) - 135. Shout (яп. 叫べ Сакэбэ) - 136. That Song is Definitely (яп. あの曲はきっと Ано Кёку ва Китто) - 137. We Will Use The Suggestion Box (яп. 目安箱を使用する Мэясубако о Тиёсуру) - 138. If I Want to Change Medaka-chan (яп. もしもめだかちゃんを変えたいのなら Мосимо Мэдака-тян о Каэтай но Нара) - 139. I Thought That It Was Wrong For Me to Live (яп. 生きてちゃ駄目だと思っていた Икитэтя Дамэ да то Омоттэйта) - 140. Life Is Epic (яп. 生きることは劇的だ Икиру Кото ва Гэкитэки да) | |                           |                        |
| 17 | Hakoniwa Academy’s 100th Student Council Committee Хаконива Гакуэн дай хяку Сэйтокай Сиккобу (箱庭学園第百生徒会執行部) | 4 сентября 2012           | ISBN 978-4-08-870501-9 |
| - 141. Before I Can Be Happy (яп. 幸せになる前に Тиавасэ ни Нару Маэ ни) - 142. My Opponents Lack Nothing (яп. 相手にとって不足なし Айтэ Нитоттэ Фусоку Наси) - 143. No, It’s Not For That Reason (яп. そんな理由じゃないんてすよ Сонна Риюу Дзюя Найн Дэсу ё) - 144. Hakoniwa Academy’s 100th Student Council Committee (яп. 箱庭学園第百生徒会執行部 Хаконива Гакуэн дай хяку Сэйтокай Сиккобу) - 145. Will Still Be Alive Tomorrow (яп. 明日も絶対生きてるから Асита мо Дзэттай ики Тэрукара) - 146. I Didn’t Mean to Laugh (яп. 笑うつもりはなかったんです Варау Цумориханакаттандэсу) - 147. Feels Like Your Luck is at an All Time Low (яп. 不幸のどん底ゆう感じ Фуко Нодон соко юу Кандзи) - 148. I am Medaka-chan’s Older Sister (яп. めだかちゃんのお姉ちゃんだ Мэдака-тян но Онээ-тян Да) - 149. Why Did I Come Here? (яп. 何しにここに来たんだろう Нани Синикокони Китан Даро) | |                           |                        |
| 18 | After The End of This Battle Коно Татакаи га Оваттара (この戦いが終わったら)                                            | 4 декабря 2012            | ISBN 978-4-08-870536-1 |
| - 150. I Want To Be Like That (яп. あんな風になりたいなあ Анна Кадзэ Нинаритайнаа) - 151. We Don't Run Away (яп. 僕達は逃げない Бокутати ха Нигэ най) - 152. This Seems Like a Price Worth Paying, Doesn't It? (яп. これで割は合うであろ？ Корэдэ Вари ау Дэаро?) - 153. After The End of This Battle (яп. この戦いが終わったら Коно Ттаткай га Оваттара) - 154. What is Important to Me Now (яп. 今の私に大事なものは Има но Ватаси ни Дайдзи Намоноха) - 155. For The Sake of Zenkichi (яп. 善吉のために Дзэнкити но Тамэни) - 156. I am Kurokami Medaka (яп. 私は黒神めだか Ватаси ва Куроками Мэдака) - 157. My Loss Would Have Been Decided (яп. 私の負けは決まっていたよ Ватаси ва Макэ ха Киматтэйтаё) - 158. I Have no Words to Say (яп. 言葉もない Котоба Монай) | |                           |                        |
| 19 | Welcome to Shiranui Village Ёкосо Сирануи но Сато э (ようこそ不知火の里へ)                                              | 4 февраля 2013            | ISBN 978-4-08-870620-7 |
| - 159. Shiranui Hansode is... (яп. 不知火半袖って Сирануи Ханасодэ тэ) - 160. Welcome to Shiranui Village (яп. ようこそ不知火の里へ Ёкосо Сирануи но Сато хэ) - 161. What We're Really Protecting is (яп. 俺達が守っているのは Орэтати га Мамоттэ Ируноха) - 162. Everything About Hakoniwa Academy (яп. 箱庭学園のすべてが Хаконива Гакуэн но Субэтэга) - 163. Fresh (яп. 新しい Атарасии) - 164. Born to Destroy the World (яп. 世界を滅ぼすために生まれてきた Сэкай во Хоробо Сутамэни умарэ Тэкита) - 165. The Thirteen Party (яп. 十三組の十三人 Сатэйн Рати) - 166. I'll Crush Him Before The Day is Over (яп. 今日中に叩き潰す Кёдзию ни Татаки Цубусу) - 167. I Won't Definitely Tell You (яп. 絶対に教えない Дзэттай ни Осиэ най) | |                           |                        |
| 20 | Fukurō Tsurubami Цурубами Фукуро (鶴喰梟)                                                                               | 4 апреля 2013             | ISBN 978-4-08-870650-4 |
| - 168. The First and Only Bias Action (яп. たった一度の不公平だ Татта Итидо но Фукохэй да) - 169. Hakoniwa Academy Hospital Ruins (яп. 箱庭病院跡地 Хаконива Бёуин Атоти) - 170. Tsurubami Fukurou (яп. 鶴喰 梟 Цурубами Фукуро) - 171. I Lied Too Much (яп. あたしは嘘をつき過ぎた Атасита усо Восуки Суги та) - 172. Sleep My Baby, Sleep ♪ (яп. ろりろりよ♪ Рори Рори ё ♪) - 173. What is a "Song"? (яп. 歌とはなんだ？ Ута то Ханада?) - 174. I Hate Lies (яп. 嘘が嫌いなんだ Усо га кирай нандаUso ga kirai nanda) - 175. Real Eater - 176. You're Forgiven | |                           |                        |
| 21 | — | 4 июня 2013               | ISBN 978-4-08-870685-6 |

## Аниме
Выпуск аниме-адаптации от студии Gainax был объявлен автором оригинала в конце 2011 года. Премьера состоялась 5 апреля 2012 года. Второй сезон под названием Medaka Box Abnormal (яп. めだかボックス アブノーマル Мэдака Боккусу Абуно:мару) транслировался с 11 октября по 27 декабря 2012 года. Компания Sentai Filmworks также приобрела лицензию на второй сезон аниме.

### Список серий аниме
| 01 | Student Council in the House! «Сэйтокай о сикко:суру!» (生徒会を執行する！)                                                                                   | 4 апреля 2012   |
| Школьный зал кэндо захвачен бандой хулиганов. Мэдака по заявке отправляется на «зачистку» зала. | |                 |
| 02 | Are You the Culprit?/Of Course it’s Me! «Кисама га ханнин ка? / То:дзэн, ватаси да!» (貴様が犯人か？／当然、私だ！)                                           | 11 апреля 2012  |
| Кто-то испортил кроссовки школьницы-спортсменки перед соревнованиями, Мэдака должна найти виновника. Тем временем Дзэнкити должен вернуть сбежавшую собаку. | |                 |
| 03 | None of Your Business!!/As You Wish, Medaka-san!! «Ёкэй на манэ да ё!!/ Мэдака-сан но микокоро но мама ни!!» (余計な真似だよ!!／めだかさんの御心のままにっ!!) | 18 апреля 2012  |
| Дзэнкити должен проучить местного хулигана, который пытается устроить восстание против Мэдаки. Королева дзюдо Нэкоми Набэсима собирается покинуть секцию и найти достойного преемника на свой пост. | |                 |
| 04 | Make Your Choice!!/If You’re Going to Make a Wish… «Дотти янэн!! / Нэгай га ару нара» (どっちやねん!!／願いがあるなら)                                        | 25 апреля, 2012 |
| В секции дзюдо Дзэнкити вступает в бой с Акунэ и выигрывает. Нэкоми решает исключить Акунэ из кружка и назначить Дзюнона преемником. Так Акунэ решает вступить в школьный совет, чтобы быть рядом с Мэдакой. | |                 |
| 05 | Win Your Earnings! «Каттэ эё!» (勝って得よ！) | 2 мая 2012      |
| В школе образовалось слишком много кружков и бюджета не хватает. Так Мэдака решает организовать конкурс, где победивший кружок получает весь бюджет. Соревнования проходят в бассейне. Однако есть трио из плавательной секции, которое ради денег готово идти на любые крайности.                                             | |                 |
| 06 | I Don't Expect You to Understand «Вакаттэморао: нантэ омоттэнай ё» (わかってもらおーなんて思ってないよ)                                                       | 9 мая 2012      |
| Соревнования продолжаются. Плавательная секция уверенно набирает очки. Начинается «соревнование всадников». Мэдака проучивает Могану Кикайдзиму, главу плавательной секции, однако в соревнованиях выигрывает секция дзюдо. Несмотря на это, Нэкоми раздаёт все деньги, а Могана решает вступить в совет в качестве счетовода. | |                 |
| 07 | Does Everyone Do This?/My Own Tune!! «Дарэ ни дэмо ко: иу кото суру но?/Каттэ дэ накэрэба!!» (誰にでもこういうことするの？/勝手でなければ！！)                | 16 мая 2012     |
| Школьный совет должен помочь художнику, который не может найти идеальную модель для своей будущей картины. | |                 |
| 08 | I Will Crush Kurokami Medaka!! «Куроками Мэдака ва ватаси га цубусимасу!!» (黒神めだかは私が潰します！！)                                                     | 23 мая 2012     |
| Школьная организация патрульных начинает точить зуб на школьный совет. Один из членов начинает преследовать Мэдаку, так как та отказывается менять свою «откровенную форму». | |                 |
| 09 | It's Not Justice if You Don't Go Overboard! «Ярисуги накэря сэйги дзянээ!» (やり過ぎなけりゃ正義じゃねえ！)                                                   | 30 мая 2012     |
| В школьном оркестре стало слишком шумно, Мэдака идёт решать данную проблему. Однако всех членов жестоко убивает глава школьной патрульной организации Ундзэн. Он намеревается убить Мэдаку лично, за другими же членами школьного совета посылает своих подручных. Мэдака бежит на помощь.                                     | |                 |
| 10 | I Will Not Forgive You!! «Ватаси ва кисама о юрусанай!!» (私は貴様を許さない！！)                                                                             | 6 июня 2012     |
| Мэдака удачно справляется с армией патруля и спасает друзей. Ундзэн пробирается в штаб-квартиру школьного совета и при второй попытке убить её членов взрывает комнату, но Мэдака успевает всех спасти и впадает в ярость. | |                 |
| 11 | This Is The End!! «Корэ дэ кэссяку да!!» (これで決着だ！！)                                                                                                   | 13 июня 2012    |
| Мэдака в режиме берсерка сражается с Ундзэном. Они разрушают целый школьный корпус. Мэдака одерживает победу, но не может изменить взгляды Ундзэна. | |                 |
| 12 | Even Without Kurokami Medaka! «Куроками Мэдака га инакутэмо!» (黒神めだかがいなくても！)                                                                      | 20 июня 2012    |
| Команда школьного совета должна узнать, кто украл фигурки сёги, из-за чего члены секции не могут нормально играть. | |                 |

Medaka Box Abnormal
| 13 | Normal, Special, and Abnormal «Но:мару то, Супэсяру то, Абуно:мару» (ノーマルと、スペシャルと、アブノーマル)                                | 10 октября 2012  |
| В школу прибывает старшая сестра Ундзэна, чтобы отомстить Мэдаке за побитого брата. Однако Нэкоми одерживает над ней победу. | |                  |
| 14 | Sister, Sister, Sister! «Имо:то, Имо:то, Имо:то да!» (妹・妹・妹だ！)                                                                       | 17 октября 2012  |
| В школе появляется Одо Мияконодзё, который заявляет, что намеревается сделать Мэдаку своей женой. Мэдака и Дзэнкити отправляются к старшему брату первой, чтобы усилиться. | |                  |
| 15 | Crush You Today! «Кё:дзю ни татакицубусу!» (今日中に叩き潰す！)                                                                             | 24 октября 2012  |
| Главные герои снова вступают в бой с Одой, тот уходит в башню, главные герои следуют за ним. Сначала им нужно пройти через защитную дверь, затем — через лабиринт. | |                  |
| 16 | The Monster I've Sought «Орэ ва омаэ то иу бакэмоно то» (俺はお前という化物と)                                                              | 31 октября 2012  |
| Мэдака вступает в бой с Сигусой Такатихо, самым быстрым из шестёрки. С большим трудом, но одерживает победу. | |                  |
| 17 | You Can't Be Killed! «Кими но иноти ва коросэнай» (君の命は殺せない)                                                                        | 7 ноября 2012    |
| Следующим препятствием становится Кэй Мунаката, который вступает в бой с Дзэнкити. Второй одерживает победу, но тоже с трудом. | |                  |
| 18 | Please Become My Something «Орэ но наника ни наттэ курэ» (俺の何かになってくれ)                                                             | 14 ноября 2012   |
| Следующим препятствием становятся Ёка Надзэ и Итами Кога, главные герои попадают в лабораторию. Акунэ вступает в бой с Итами. | |                  |
| 19 | Kurokami Kujira is a Lovely Name «Куроками Кудзира то иу сутэкина намаэ» (黒神くじらという素敵な名前)                                       | 21 ноября 2012   |
| Акунэ одерживает победу над Итами. Ёка раскрывает свои повязки и оказывается Кудзирой Куроками, сестрой Мэдаки. Раскрываются обстоятельства её прошлого. Кудзира путём обмана вводит яд в тело брата, но появляется Мэдака.                                                                       | |                  |
| 20 | I don't want to see you cry «Наку токоро нантэ митакунай» (泣くところなんて見たくない)                                                      | 18 ноября 2012   |
| Чтобы спасти брата, Мэдака соглашается стать подопытным кроликом. Кудзира также вводит ей вещество, которое вызывает у Мэдаки полную амнезию. Её с лёгкостью побеждает Итами. Главным героям решают помочь Ундзэн, его сестра Миёга, Нэкоми и бывшие враги.                                       | |                  |
| 21 | Kurokami Medaka (changed) «Куроками Мэдака (кай) дэсу» (黒神めだか（改）です)                                                               | 4 декабря 2012   |
| Главные герои попадают в зал с усыпляющим газом и засыпают. Благодаря большому объёму лёгких задержавшая дыхание Могана остаётся в сознании и сражается с Мидзо Якухаси. Позже главные герои приходят в себя, и появляется Ода. В конце эпизода в зал входит злая Мэдака с промытыми мозгами.     | |                  |
| 22 | To make everyone happy «Минна о сиавасэ ни суру тамэ ни ва» (みんなを幸せにするためには)                                                    | 11 декабря, 2012 |
| Мэдака вступает в бой с Дзэнкити, хотя разница в их силе очевидна; Дзэнкити удаётся привести Мэдаку в чувство. | |                  |
| 23 | That's all she wrote! «Корэ ни тэ иккэнракутяку!» (これにて一件落着！)                                                                      | 18 декасбря 2012 |
| Главные герои попадают в компьютерный зал, и Мэдака вступает в бой с Моганом. Она входит в состояние контролирующего берсерка, её цвет волос становится чёрным. Раскрывается прошлое Коги. Мэдака одерживает над ним победу, однако других соратников и врагов жестоким образом убивает Кумогава. | |                  |
| 24 | Medaka Box Extra Volume: Good Loser Kumagawa «Мэдака Боккусу Бангайхэн: Гуддо ру:дза: Кумагава» (めだかボックス番外編:グッドルーザー球磨川) | 25 декабря 2012  |
| Сюжет данной серии не связан с основным. Он рассказывает предысторию мальчика Кумогавы, который жестоким образом решил расправиться с хулиганом, перекрасившим всю школу. | |                  |